# عدس مونتبريتي
عدس مونتبريتي (الاسم العلمي:Lens montbretii) هو نوع من النباتات يتبع جنس العدس من الفصيلة البقولية.